# Togkatastrofen ved Tommerup Station
|  | Denne artikel er oprettet af botten Steenthbot ud fra en ekstern database. Den kan derfor have sproglige fejl eller mangler. Denne skabelon kan fjernes efter kontrol af indholdet. |

Togkatastrofen ved Tommerup Station er en dansk dokumentarisk optagelse fra 1946.

## Handling
Reportage fra togkatastrofen ved Tommerup Station på Fyn, hvor et gennemkørende godstog den 21. oktober 1946 bragede ind i en ventende godsvogn og videre ind i stationsbygningens ventesal. Ved ulykken blev 3 personer dræbt og 4 kvæstet.